# Marco Herênio Piceno (cônsul em 34 a.C.)
Marco Herênio Piceno (em latim: Marcus Herennius Picens) foi um político da gente Herênia da República Romana nomeado cônsul sufecto em 34 a.C. com Lúcio Emílio Lépido Paulo. Seu cognome, "Piceno", é duvidoso e, se fosse correto, indicaria que ele era um nativo da região de Piceno, um distrito dos sabélios e que um ramo da gente Herênia teria se estabelecido por lá. Possivelmente era neto do general piceno Tito Herênio que lutou contra os romanos durante a Guerra Social.

## Carreira
Foi nomeado cônsul sufecto em 1 de novembro de 34 a.C. no lugar de Caio Mêmio. É possível que tenha sido procônsul da Ásia no ano seguinte e também que tenha sido pai de Marco Herênio Piceno, cônsul em 1.